# Поречки манастир
Поречки манастир се налази поред села Горњи Манастирец област Порече, у близини Македонског Брода, Северна Македонија. Посвећен је Рођењу Пресвете Богородице и задужбина краља Милутина. Почетком 20. века, као и област Порече, становништво Горњег Манастиреца је било наклоњено српској народној замисли, па се месно становништво изјашњавало Србима. Поречки манастир је центар српске културно-просветне делатности на том простору и веома важан за српски народ.

## Историја
Порече је у састав српске државе ушло 1282. освајањима краља Милутина па је локално предање оснивање поречког манастира у Манастирцу везало за овог владара. Након пада под Турке у 14. веку, Порече је делило судбину некадашњих српских поседа на југу. За време Пећке патријаршије долази до извесног побољшања стања хришћана што се види по обнови цркава у време постојања патријаршије у селу Ковчу и Требину. Сеоба Срба изгледа да је захватила и ове области пошто су све до почетка 20. века остала предања о запустењу и сеоби неких породица и читавих села на север.
Центар српске културно-просветне делатности је био Поречки манастир, обновљен 1846. од стране самих Поречана, тада је поред манастира отворена и српска школа. Игуман манастира је по правилу биран из свештеничке породице села Грешница. Народни збор окупљен око манастира бирао је два три старатеља односно тутора манастира. На збору су села представљали свештеници, виђенији домаћини и старци. Одлуке збора пред манастиром биле су обавезне за све Поречане. Манастир је био културни центар у овом региону, који обухвата средишњи део слива реке Треске.
У месту је радила српска народна школа између 1873-1889. године. Поново је отворена 1895. године са доласком младог учитеља Цветка Петровића, родом из Мачве. Петровић је радио при манастиру две године, током којих се доказао као велики национални радник, који је тајно радио на отварању српских школа али и описмењивао старије људе.

## Галерија
- Спомен костурница масакрираних мештана Срба 1916. г., у близини Поречког манастира
- Поречки манастир
- Стари конак
- Поречки манастир